# Alexej Larionovič Tolbuzin
Alexej Larionovič Tolbuzin (? — 16. června 1686 Albazino) byl ruský vojevůdce a administrátor, syn Ilariona Tolbuzina, v letech 1662–1668 něrčinského správce (prikazčika), později vojevody Ťumenského.
V dubnu 1676 do Tobolska došlo rozhodnutí moskevského Sibiřského prikazu, podle něhož Ilarion Tolbuzin dostal podruhé místo správce v Něrčinsku a jeho syn Fadděj Tolbuzin byl jmenován správcem v sousedním Albazinu. Ale po cestě z Moskvy do Tobolska Fadděj zemřel. Náhradou byl do Albazinu jmenován druhý Ilarionův syn Alexej. Oba koncem června 1676 s nákladem zbraní a střeliva vyrazili z Tobolska na východ, ale Ilarion po cestě zemřel v Rybinském ostrohu (na Angaře). Alexej pokračoval v cestě a 15. února 1678 dorazil do Albazinu. Mezitím roku 1677 přešel Albazin a Něrčinsk z Tomského do nově zřízeného Jenisejského razrjadu a do Albazinu byl jmenován nový správce, Grigorij Lonšakov, který na místo přišel 8. února 1678. Albazin tak oficiálně převzal od dosavadního správce Ljubima Jevsevjeva v polovině února Alexej Tolbuzin a koncem února Lonšakov. Tolbuzin začátkem dubna přišel do Něrčinska, kde o týden později zemřel tamní správce Pavel Šulgin. Místní posádka a domorodci se podřídili Tolbuzinovi a poslali do Jenisejska žádost o jeho jmenování správcem. Tolbuzin pak řídil Něrčinsk dokud nepřijel, v polovině října 1678 jmenovaný, nový správce Andrej Stroganov.
V souvislosti s boji s říší Čching o Poamuří byl roku 1683 Albazin vydělen z podřízenosti Něrčinsku a povýšen na samostatné vojevodství, prvním vojevodou se stal Alexej Tolbuzin. Na místo dorazil v květnu 1684. Srážky s čchingskými oddíly pokračovaly zbytek roku a následujícího roku a v červnu 1685 přerostly v první obležení Albazinu. Kvůli převaze nepřítele se Rusové po dvou týdnech vzdali a odešli do Něrčinska. Když však zjistili, že se čchingská armáda stáhla, vrátili se a znovuvybudovali město. Čchingové reagovali novým útokem a druhým obležením Albazinu od července 1686 do května 1687, jemuž se Rusové ubránili. Alexej Tolbuzin však padl ještě v červenci 1686, po několika dnech bojů, velení nad Albazinem poté převzal jeho zástupce Afanasij Ivanovič Bejton.